# 张维为
张维为（1957年12月23日—），江苏南通人，生于上海，中国大陆政治及国际关系学者、网络名人、电视人。现任复旦大学中国研究院院长、特聘教授，国家高端智库理事会理事，上海春秋发展战略研究院高级研究员，因倡导建构中国话语和叙事体系、解构西方学术话语而闻名。

## 生平

### 早年：1957-1988
张维为的母亲名叫易尊武（音），父亲张子嘉（1918-2011）为中共新四军老兵，曾任中国科学院上海分院副院长、江苏省南通中学副校长。张维为是家中兄妹六人中最小的一个。文化大革命期间，哥哥姐姐都去了生产建设兵团，他因“政策照顾”而留在上海。1975年，17岁时招考进上海雕刻二厂，成为一名技术工人、玉雕学徒。当工人时，他有空就跟着广播自学英语。
文化大革命结束后，高考恢复，张维为参加了1977年高考，考取了复旦大学外文系。他说服系主任，去旁听了复旦大学国际政治系的课程。
1981年毕业后，到北京外国语学院联合国译员培训班读研究生。1983年8月31日，研究生毕业的张维为进入中华人民共和国外交部翻译室，为乔石、李鹏、万里、邓小平等人担任翻译。

### 海外：1988-2012
1988年，31岁的张维为被选中到联合国做译员，进入日内瓦国际问题高等研究院，取得国际关系学硕士（1990）及博士学位（1994），博士论文题目为《Ideological Trends and Economic Reform in China (1978-1993)》（《中国意识形态趋势与经济改革》），期间1991年曾到英国牛津大学作访问学者。
博士毕业后，张维为任日内瓦亚洲研究中心研究员（1995-1998）及高级研究员（1998-2010），2000年任意大利博科尼大学访问教授。2004至2010年，任日内瓦外交与国际关系学院教授。
2010年1月6日，张维为参加第四届世界中国学论坛圆桌会议，作了以《文明型国家视角下的中国崛起》为主题的演讲。

### 回国：2012-
2012年，55岁的张维为正式回到中国。随后，他担任复旦大学兼任教授、清华大学特邀研究员，中国发展模式研究中心主任，上海社科院世界中国学研究所所长、《东方学刊》主编。
2011年6月27日，张维为与“历史终结论”提出者弗朗西斯·福山在上海市文汇讲堂进行了一次辩论，福山预言中国也会出现阿拉伯之春类似的革命，张维为认为绝无可能，并预言阿拉伯之春很快会变为阿拉伯之冬，称“历史终结论”已经终结。
2014年12月14日，张维为在上海梅赛德斯奔驰文化中心举行演讲会，主题演讲《在全球比较中看“中国模式”》暨观察者网读者见面会，这场演讲被剪辑为短片《中国信心》。
2016年5月，张维为参加了中共中央总书记习近平主持召开的全国哲学社会科学工作座谈会，代表政治学领域就理论创新、中国话语建构和新型智库建设等议题发言。
2017年，张维为参加在荷兰阿姆斯特丹召开的第二十六届奈克萨斯思想者大会（NEXUS Conference），与法国哲学家伯纳德-亨利·列维、保加利亚政治学者伊万·克拉斯捷夫等人辩论。
2018年6月20日，张维为参加“一勺思想·圆桌会”，对话新加坡学者马凯硕。
2019年10月1日，作为思想理论界代表登上中华人民共和国成立70周年盛典游行彩车“凝心铸魂”（意为“习近平新时代中国特色社会主义思想的火炬凝聚起强大的精神力”）方阵。
2021年5月31日，中共中央政治局第三十次集体学习，主題是「加强中国国际传播能力建设」。張維為參與學習並為中共中央总书记习近平等人就主題進行講解。有评论将张维为称为新晋“国师”。9月26日，张维为参加在浙江乌镇举办的“2021年世界互联网大会乌镇峰会——全球抗疫与国际传播论坛”。

## 言论观点

### 政治
张维为在英国学者马丁·雅克的基础上，于2011年提出中国是一个“文明型国家”的概念。 因此，英国《旁观者》称张维为是“中国例外主义”（英語：Chinese exceptionalism）的主要倡导者。张维为认为，西方语境的“政党”概念不适用于中国共产党。中共是一个“国家型政党”，即遵循中国政治传统，代表一个国家整体利益的政党，在本质上延续了历史上统一的儒家执政集团的传统，并引用儒家孟子的话说，是一个“天降大任于斯”、“舍我其谁”的“使命担当党”。
透過德国纳粹党和美国小布什的例子，张维为认为中国的“贤能政治”要优于西式民主，在这一模式中，选择领导人的方式是“选拔+选举”。张维为认为“民主”与“专政”对立的范式已经过时，应该讨论“良政”与“劣政”，“良政”即实质民主。张维为批评“历史终结论”。他认为只要人类存在，不断变化的动态历史进程便不会终结。
张维为认为，世界将向东方、中国和社会主义倾斜，新冠疫情加速了这一进程，称“东升西降的世界格局已经不可逆转”。张维为推崇李光耀、马哈迪·莫哈末的“亚洲价值”。张维为对古希腊文明抱有质疑态度。他批评一些中国学者存在“洋八股”、“言必称希腊”的问题。他认为，确立中国政治叙述的关键在于解构西方话语。

### 经济
张维为推崇以购买力平价来评估一个国家的经济实力，在此评估方法中，中国已经是世界第一大经济体。张维为质疑新自由主义经济学，质疑其对中国经济和世界经济秩序的看法。他曾多次提出“中国模式”這一概念。张维为称，“中国模式”并非完美无缺，也有不足，还在完善中，但其它模式竞争不过它。张维为认为，中国社会主义市场经济是一种“混合经济”，是市场与政府、民营经济与国有经济、“看不见的手”和“看得见的手”的混合，超越了华盛顿共识。对此，美籍华裔经济学家陈志武、中国经济学家华生、匈牙利经济学家科尔奈、美籍华裔经济学家田国强等人则提出反对意见。

## 家庭
- 父亲张子嘉（1918-2011），新四军老兵，曾任中国科学院上海分院副院长、江苏省南通中学副校长。[96]
- 祖父张小圃（1894-1947），籍贯江苏省南通市通州区，于南通县杨家港南遭国民党还乡团杀害。[97]

## 奖项
- 《中国震撼：一个文明型国家的崛起》获上海图书奖一等奖（2012年）
- 《中国超越：一个文明型国家的光荣与梦想》获上海市第十一届中国特色社会主义理论体系研究优秀成果一等奖
- 《光明日报》评为2016年中国智库十大人物[98]

## 争议

### 瑞士国籍争议
人民网曾在2010年的报道中以“瑞士学者”称呼张维为，該報道被中国国务院新闻办公室网站转载。后来，该网站在2015年又将张维为称为“中国专家”。另外，張維為2002年于《台声》的一篇文章《全力争取台湾的民心》刊登在中國知網上，中國知網在張維為的名字下方標註有「瑞士」，但没有指明是国籍还是通讯地址。而美国《福布斯》、英国广播公司(BBC)、卡塔尔半岛电视台、日本《日经亚洲评论》、中国国际电视台等媒体称张维为是“中国学者”。2019年6月，张维为在《这就是中国》第22期称自己是“中国学者”。2021年6月17日，张维为在其今日头条账号上回应国籍争议。
|                          | ......我当时的身份应该是旅瑞中国学者，而非“瑞士学者”，估计写会议报道的小编一时疏忽，犯了个低级失误，这种失误在中外报道中时常发生，心智成熟的人看了大都一笑了之，或者参照一些其它权威信息，瞬间即可确立真相......大概是这种在广泛国际比较中确立的中国自信及其对中国社会产生的影响，使中国公知和境外邪恶势力恼羞成怒，他们竟会利用一个中国小编的偶然失误来做文章，当然这样做的结果只是显示了他们的无聊和弱智。 |
| ——张维为对国籍争议的回应 | |

### 学术资质质疑
包括复旦大学教授冯玮在内的质疑者称张维为曾任职的日内瓦外交与国际关系学院是一所私立“野鸡大学”，该言论起源于2012年《文汇读书周报》的一篇文章《对“洋教授”头衔也要打假》，称“瑞士高教体制中并无这样一个学院。调查后才发现原来这是一个典型的私立野鸡学校，既无资质认证，又无政府教育部门资助，2003年才建，只有几个正规教师，且学费高得惊人。”而支持者辩称该校并非那么不堪，原中国外交部长杨洁篪曾于2009年访问该校并做演讲。

### 中国工人伙食比美国中产家庭好
张维为到中国一处工地调研，当他看到工地工人手中的盒饭时，发出了由衷的感慨，对着镜头深情的说道：“你看，这伙食比美国中产家庭吃的还要好”，引发网络争议。

## 人物评价

### 正面评价
《人民日报海外版》称，张维为在欧洲生活20多年，主要生活在瑞士和法国，但几乎每年回国多次；张维为全家于2012年回到上海定居，“用实际行动表示了对中国的信心”。

### 负面评价
多维新闻的萧炎批评张维为：“张维为在演讲中也在努力证明今天的中国非昨日之中国，但是刻意贬低发达国家的政治和治理水平：用纵切面对应横切面，通篇讲GDP、收入，但不讲购买力；通篇讲制度、领导人优势，不讲人家三权分立，权力关在制度的笼子里。这是真的自信吗？”
相蓝欣认为张维为鼓吹的中国模式优越论、5000年未有之大变局等等在欧洲人看来十分荒谬，完全不符合历史事实，严重阻碍了西方人对一带一路倡议的正面理解。

## 作品

### 著作
专著
- 《Ideology and Economic Reform under Deng Xiaoping（邓小平时代的意识形态与经济改革）》，1996年
- 《英汉同声传译》，1999年，中国对外翻译出版公司
- 《Transforming China: Economic Reform and its Political Implications（改造中国：经济改革及其政治影响）》，2000年
- 《Reshaping Cross-Strait Relations: Ideas and Reflections（重塑两岸关系的思考）》，2006年
- 《中国触动全球》2008，新华出版社
- 《中国震撼三部曲》系列，2016年，上海人民出版社
  - 《中国震撼》2011年，上海人民出版社
  - 《中国触动》2012年，上海人民出版社
  - 《中国超越》2014年，上海人民出版社
- 《文明型国家》，2017年，上海人民出版社
- 《中国人，你要自信》，2017年，中信出版社
- 《这就是中国：走向世界的中国力量》，2019年，上海人民出版社
- 《中国战疫！》，2020年，上海人民出版社
- 《这就是中国：何谓民主》，2021年，上海人民出版社
- 《新百年 新中国》，2021年，东方出版社

主编
- 《中国自识——中国崛起的文化自觉》，2013年，华东师范大学出版社
- 《国际视野下的中国道路和中国梦》，2015年，学习出版社
- 《多重视角下的中国梦》，2015年，学习出版社
- 《中国特色社会主义》，2020年，上海人民出版社

论文
- 《中国模式回应世界挑战》，载《当代中国史研究》，2008年02期

文章
- Eight Ideas Behind China's Success（中国成功背后的八个理念），载《纽约时报》网站，2009年9月30日
- Meritocracy Versus Democracy（精英统治与民主），载《纽约时报》网站，2012年11月12日

### 电视节目
- 东南卫视：《中国正在说》
- 东方卫视：《不忘新时代》（2018年）、《这就是中国》（2019年1月7日至今）
- 江西卫视：《闪耀东方，中国大思政》（2021年4月26日至7月16日）